# Gottröra landskommun
Gottröra landskommun var en tidigare kommun i Stockholms län.

## Administrativ historik
Landskommunen bildades 1863 ur Gottröra socken i Långhundra härad i Uppland. Vid kommunreformen 1952 uppgick denna landskommun i Skepptuna landskommun. Denna upplöstes 1967 då detta område överfördes till Rimbo landskommun  som 1971 uppgick i Norrtälje kommun.